# NSB Di 6
Als Di 6 wurde von den Norges Statsbaner (Norwegische Staatsbahnen, NSB) eine Serie von 12 Diesellokomotiven bezeichnet, die sie 1995/96 vom deutschen Hersteller Siemens geliefert bekamen. Die Fahrzeuge wurden von den NSB 1999 aufgrund erheblicher Probleme im Betrieb an den Hersteller zurückgegeben. Siemens vermietete die Fahrzeuge zunächst, verkaufte sie dann aber 2004 an den Hersteller Vossloh, der sie nach Aufarbeitung als DE 2700 bezeichnete. Sie werden seitdem als Mietlokomotiven von diversen Eisenbahnverkehrsunternehmen eingesetzt; ein Teil der Maschinen wurde auch verkauft.

## Geschichte
Die Lokomotiven wurden 1992 bei MaK in Kiel bestellt, in den Jahren 1995/96 gebaut und zwischen Februar und Juli 1997 nach Norwegen geliefert.
Nach dem Verkauf von MaK wurde die Lokomotive nunmehr durch die Siemens Transportation Systems gebaut. Konzeptionell stammt sie von der MaK DE 1024 ab, erhielt aber durch den Eigentümerwechsel Leistungselektronik von Siemens. Ursprünglich waren die Loks für den Personenverkehr auf der Nordlandsbane Trondheim–Bodø vorgesehen. Sie erfüllten die in sie gesetzten Erwartungen im Betriebsdienst jedoch nicht. Vor allem der klimatisch anspruchsvolle Winter in Norwegen machte ihnen zu schaffen. Unter anderem gerieten Lokomotiven in Brand und die Steuerungselektronik funktionierte nicht. Da Nachbesserungen zu keinem Erfolg führten, gaben die NSB Anfang 1999 die aus ihrer Sicht unbrauchbaren Dieselloks an Siemens zurück.

## SFT/Siemens ME 26
Nach einer Überarbeitung bei den Danske Statsbaner (DSB) in Kopenhagen wurden die Lokomotiven im damals Siemens-eigenen Mietpool Dispolok eingestellt. Die Loks liefen hier als ME 26. Die luxemburgische Staatsbahn CFL mietete sechs der Loks an, die sie als Ersatz für die Elektrolokomotiven der Baureihe 3600 dringend benötigte.

## Vossloh DE 2700
Mitte 2004 liefen die Mietverträge aus, und die Fahrzeuge wurden an Vossloh verkauft und in DE 2700 umbenannt. Vor der Ablieferung an den neuen Einsatzort bei der Nord-Ostsee-Bahn (NOB) wurden die Loks gründlich aufgearbeitet und modernisiert. Es wurde eine Wendezugsteuerung eingebaut.
Die Loks wurden zunächst alle bei der NOB für Reisezüge von Hamburg nach Westerland auf Sylt eingesetzt. Hier machten sie in den ersten Monaten durch zahlreiche Ausfälle sowie einen Generatorbrand im Bahnhof Klanxbüll (2006) von sich reden. Diese Probleme ließen sich jedoch beheben. Im Laufe des Jahres 2007 wurden verbesserte Schalldämpfer eingebaut, da das „Wummern“ des knapp 150 Liter großen V-12-Motors zu Beschwerden von Anwohnern der Strecke geführt hatte.
Die DE 2700-04 lief zwischen 2012 und 2018 für die NIAG und die DE 2700-06 ist seit Mitte Mai 2015 für die Holzlogistik und Güterbahn GmbH, Bebra (HLG) im Einsatz. Die Fahrzeuge der HLG wurden mittlerweile auf LED-Beleuchtung umgerüstet, sodass die unteren Leuchten wegen umstellbarer Farben nur noch einfach vorhanden sind.
Mittlerweile wurden die Loks teilweise kurzfristig an verschiedene Eisenbahnverkehrsunternehmen vermietet. Acht Loks waren weiterhin an die NOB vermietet. Nachdem die NOB die Marschbahn Ende 2016 an DB Regio Schleswig-Holstein abgeben musste, sind die Fahrzeuge auf andere Unternehmen übergegangen. Danach waren diese nur noch selten auf dieser Strecke unterwegs, als sie zeitweise durch den Betreiber der Strecke angemietet waren. Nach DE 2700-10 und 11 war die letzte Lok dieses Typs die Nummer 07, die mittlerweile an Hectorrail verkauft wurde.

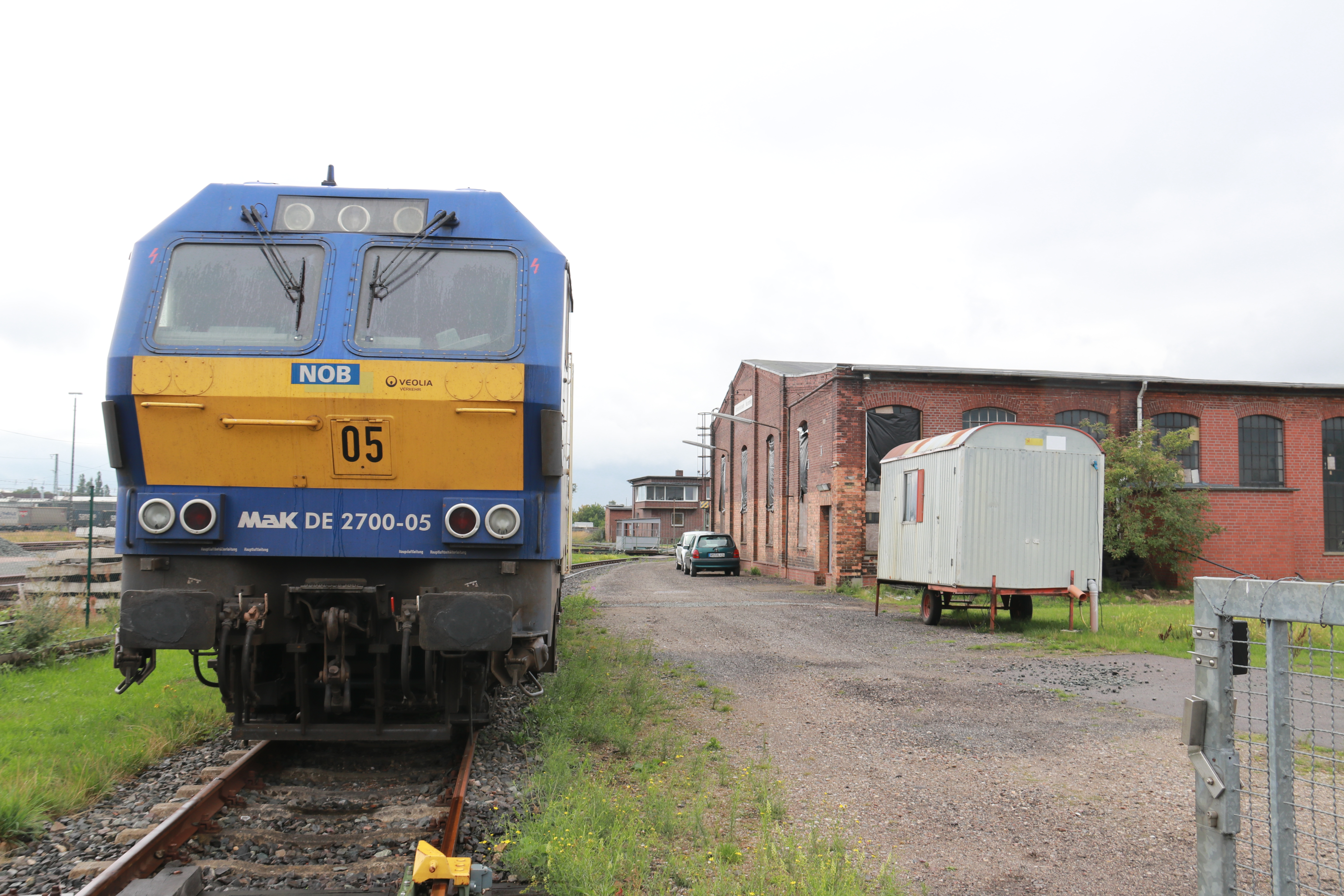
DE 2700-05 in Neumünster (2018)

Nach Einführung des neuen UIC-Nummernschemas Anfang 2007 wurde die DE 2700 in das
Deutsche Fahrzeugeinstellungsregister als Baureihe 92 80 1251 eingeordnet, zum Beispiel hat die DE 2700-2 die NVR-Nummer 92 80 1251 002-2 D-VL erhalten.
Die RDC Deutschland hatte für den Autozug Sylt mehrere Fahrzeuge des Typs ME 26 für die Bedienung der Strecke Niebüll–Westerland angemietet. Es handelte sich zuletzt um die Loks mit den Nummern 02 und 03, die das Unternehmen im März 2018 kaufte.
2018 wurden fünf Lokomotiven (DE 2700-04, -07, -08, -09 und -11) an Hector Rail verkauft. Dort haben sie die Baureihenbezeichnung 861 erhalten und werden in Deutschland unter anderem auf der Strecke Nossen–Coswig für den Verkehr zum Tanklager Rhäsa eingesetzt werden. Im August 2021 kaufte RAG Lokomotive Nummer 7 von Hectorrail.
DE 2700-05 war 2018 mit der Eigentümerbeschriftung Nord-Ostsee-Bahn (NOB) im ehemaligen Bahnbetriebswerk Neumünster abgestellt (Stand August 2018).

## Bestand
Verbleib und Bestand der Lokomotiven der Baureihe 251/DE 2700 (Stand: August 2022):
| Fahrzeugnummer (92 80 1xxx xxx-x) | Betreiberbezeichnung | Betreiber (NVR-Bezeichnung) | Bemerkung |
| --------------------------------- | -------------------- | --------------------------- | --- |
| 251 001-4                         | DE 2700-01           | BEBRA                       | blau-weiß, HLG – Holzlogistik und Güterbahn GmbH, betriebsfähig, LED-Scheinwerfer                                                          |
| 251 002-2                         | DE 2700-02 "Carmela" | RAG                         | Blau, Neulackierung 2022, betriebsfähig, LED-Scheinwerfer                                                                                  |
| 251 003-0                         | DE 2700-03 "Sandy"   | RAG                         | blau-gelb "Kinderlok", RDC Asset GmbH (Einsatz für Autozug Sylt, Alpen-Sylt Nachtexpress), betriebsfähig                                   |
| 251 004-8                         | 861.003 "Popeye"     | HRDE                        | Hector-Rail-Lackierung, betriebsfähig |
| 251 005-5                         | DE 2700-05           | VL                          | blau-weiß, ohne Motor in Dortmund-Westfalenhütte abgestellt (Ersatzteilspender), nicht betriebsfähig                                       |
| 251 006-3                         | DE 2700-06           | BEBRA                       | blau-weiß, HLG – Holzlogistik und Güterbahn GmbH, nicht betriebsfähig (HU abgelaufen, Standschaden), abgestellt bei ADAM, LED-Scheinwerfer |
| 251 007-1                         | DE 2700-07 "Cindy"   | RAG                         | Blau, Neulackierung 2022, betriebsfähig, LED-Scheinwerfer                                                                                  |
| 251 008-9                         | 861.002 "Hulk"       | HRDE                        | Hector-Rail-Lackierung, betriebsfähig |
| 251 009-7                         | 861.005 "Shrek"      | HRDE                        | Hector-Rail-Lackierung, betriebsfähig |
| 251 010-5                         | DE 2700-10           | BEBRA                       | Blau-weiß (neues Design), HLG – Holzlogistik und Güterbahn GmbH, betriebsfähig, neue HU, LED-Scheinwerfer                                  |
| 251 011-3                         | 861.001 "Thor"       | HRDE                        | Hector-Rail-Lackierung, betriebsfähig |
| 251 012-1                         | DE 2700-12           | VL                          | blau-weiß, Ersatzteilspender, abgestellt in Dortmund-Westfalenhütte, nicht betriebsfähig                                                   |